# Alberto Sáenz
Alberto Manuel Sáenz (ur. 15 maja 1929 lub 12 lipca 1934 w Morón) – argentyński bokser, olimpijczyk.
Reprezentował Argentynę w boksie na Letnich Igrzyskach Olimpijskich 1956, które odbyły się w Melbourne.